# Issiaka Fofana
Pour les articles homonymes, voir Fofana.
Issiaka Fofana, né le 11 mai 1982, est un coureur cycliste ivoirien, formé à l'ASCAVEL de Koumassi. 

## Biographie
Avec Bassirou Konté, Kouamé Lokossué et Albert Touré Mongolon, il représente la Côte d'Ivoire aux Jeux africains organisés à Alger en 2007.

## Palmarès
| - 2005 - 2e du Tour de l'est international - 2006 - Champion de Côte d'Ivoire du contre-la-montre - 3e du championnat de Côte d'Ivoire sur route - 2007 - 6e étape du Tour du Togo - 5e étape du Tour de l'est international (contre-la-montre par équipes) - 2008 - 1re étape du Tour du Togo - Tour de l'or blanc : - Classement général - 3e et 8e (contre-la-montre par équipes) étapes - 7e étape de la Boucle du coton - 2009 - Champion de Côte d'Ivoire sur route - 6e étape du Tour du Togo - 5e étape du Tour de l'est international - 2e du Tour de l'est international - 2010 - 5e étape du Tour du Togo | - 2011 - Champion de Côte d'Ivoire sur route - Chrono de Maputo - 2012 - Tour de Côte d'Ivoire : - Classement général - 1re et 2e étapes - 3e du Tour du Cameroun - 3e du Tour de l'est international - 2013 - 8e étape du Tour du Togo - Grand Prix de la Fédération ivoirienne de cyclisme - 2e du Tour du Togo - 2e de l'Ecowas Cycling Tour - 2014 - 5e étape du Tour du Togo - 3e du Tour de Côte d'Ivoire - 2016 - 3e étape du Tour du Togo |

## Classements mondiaux
| Année           | 2006 | 2007 | 2008 | 2009 | 2010 | 2011 | 2012 | 2013 | 2014 | 2015 | 2016 | 2017 |
| --------------- | ---- | ---- | ---- | ---- | ---- | ---- | ---- | ---- | ---- | ---- | ---- | ---- |
| UCI Africa Tour | 40e  |      | 110e |      | 108e | 37e  | 66e  | 151e | 103e |      |      | 168e |